# Dragon's Revenge
Dragon's Revenge é um jogo eletrônico simulador de pinball lançado para o Mega Drive. O jogo foi criado pela Tengen em 1993. 
O game apresenta mesas de pinball com monstros de fantasia medieval. Homens de lava, goblins, demônios e outros inimigos passeiam pela tela, e você pode acerta-los com a bola para ganhar pontos. Você pode desbloquear novas mesas a fim de joga-las. O jogo é uma sequencia de Devil's Crush.